# Formignana
Formignana là một đô thị ở tỉnh Ferrara, vùng Emilia-Romagna của Italia, nằm ở vị trí cách khoảng 60 km về phía đông bắc của Bologna và khoảng 20 km về phía đông của Ferrara. Tại thời điểm ngày 31 tháng 12 năm 2004, đô thị này có dân số là 2.898 người và diện tích là 22,3 km².
Formignana giáp các đô thị: Copparo, Ferrara, Jolanda di Savoia, Tresigallo.